# Giusto Bellavitis
Giusto Bellavitis (Bassano del Grappa, 22 novembre 1803 – Tezze sul Brenta, 6 novembre 1880) è stato un matematico italiano.

## Biografia

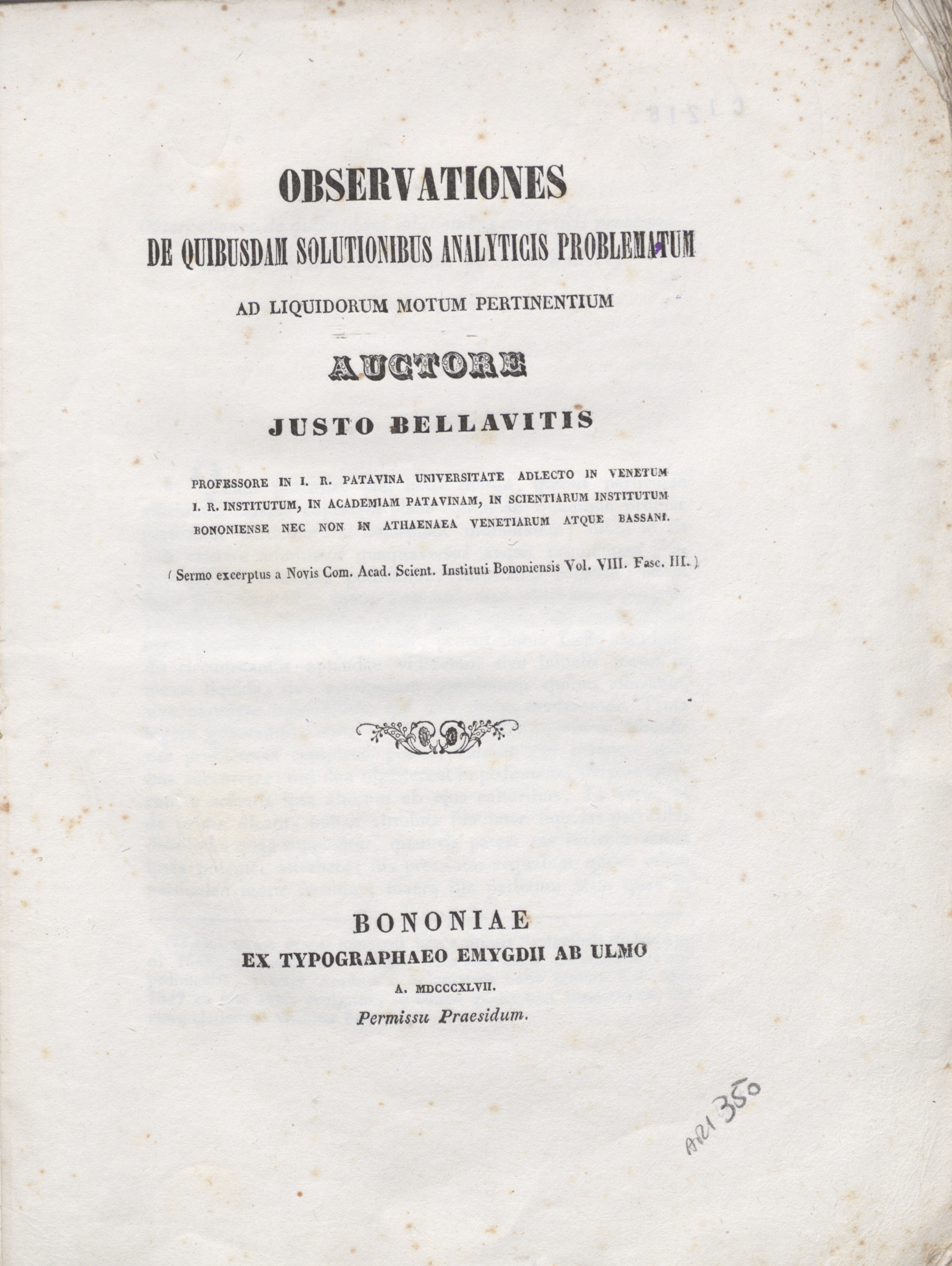
Observationes de quibusdam solutionibus analyticis (1847)

Discendeva dalla famiglia dei conti Bellavitis.
Pubblicò circa un centinaio di lavori pur essendo un autodidatta (studiò la matematica per proprio conto, al di fuori di un regolare corso di studi).

Ebbe un modesto impiego pubblico come cancellista comunale per oltre vent'anni tra il 1822 e il 1843, periodo nel quale pubblicò venticinque opere di fisica, chimica e matematica.
Nonostante non si fosse laureato, nel 1843 fu nominato professore di matematica al liceo di Vicenza. Sempre nel 1843 sposò Maria Tavelli, dalla quale ebbe un figlio.
Ottenne comunque la laurea ad honorem due anni più tardi, nel 1845, all'Università di Padova, quando già era professore ordinario di geometria descrittiva, geometria analitica e algebra (1845-1880).
Nel 1850 divenne socio dell'Accademia nazionale delle scienze.
Nel 1866 fu nominato senatore del Regno. Fu eletto rettore dell'Università di Padova nel 1866-1867.
Viene ricordato per il suo metodo delle equipollenze, un calcolo geometrico nel piano, alcuni studi sui numeri complessi e per il suo lavoro sulle soluzioni numeriche delle equazioni geometriche. Inoltre diede un importante contributo alla geometria algebrica completando la classificazione iniziata da Newton delle curve cubiche e lavorò sulla Teoria dei numeri. Criticò le geometrie non euclidee, che negavano il quinto postulato di Euclide.

## Opere
- Giusto Bellavitis, Observationes de quibusdam solutionibus analyticis problematum ad liquidorum motum pertinentium, Bononiae, ex typographaeo Emygdii ab Ulmo, 1847.

## Onorificenze
Fu socio di numerose accademie e società scientifiche tra cui:
- Accademia Nazionale dei Lincei, dal 1854
- Accademia Nazionale delle Scienze, dal 1850
- Accademia Galileiana di Scienze, Lettere ed Arti, di cui fu presidente dal 1875 al 1877
- Istituto veneto di scienze, lettere ed arti, di cui fu presidente dal 1863 al 1865.